# Liste des communes des Landes
Pour les autres listes de communes françaises, voir Listes des communes de France.
| - Les Landes en France métropolitaine. - Carte des communes des Landes. |

Cette page liste les 327 communes du département français des Landes au 1er janvier 2025.

## Liste des communes
Le tableau suivant donne la liste des communes au 1er janvier 2025, en précisant leur code Insee, leur code postal principal, leur arrondissement, leur canton, leur intercommunalité, leur superficie, leur population et leur densité, d'après les chiffres de l'Insee issus du recensement 2022,.
| Nom                         | Code Insee | Code postal | Arrondissement | Canton                            | Intercommunalité                             | Superficie (km2) | Population (dernière pop. légale) | Densité (hab./km2) | Modifier                                    |
| --------------------------- | ---------- | ----------- | -------------- | --------------------------------- | -------------------------------------------- | ---------------- | --------------------------------- | ------------------ | ------------------------------------------- |
| Mont-de-Marsan (préfecture) | 40192      | 40000       | Mont-de-Marsan | Mont-de-Marsan-1 Mont-de-Marsan-2 | CA Mont-de-Marsan Agglomération              | 36,88            | 31 455 (2022)                     | 853                | modifier les données · modifier les données |
| Aire-sur-l'Adour            | 40001      | 40800       | Mont-de-Marsan | Adour Armagnac                    | CC d'Aire-sur-l'Adour                        | 57,78            | 6 215 (2022)                      | 108                | modifier les données · modifier les données |
| Amou                        | 40002      | 40330       | Dax            | Coteau de Chalosse                | CC Coteaux et Vallées des Luys               | 27,25            | 1 555 (2022)                      | 57                 | modifier les données · modifier les données |
| Angoumé                     | 40003      | 40990       | Dax            | Dax-1                             | CA Grand Dax Agglomération                   | 7,83             | 266 (2022)                        | 34                 | modifier les données · modifier les données |
| Angresse                    | 40004      | 40150       | Dax            | Marensin Sud                      | CC de Maremne-Adour-Côte-Sud                 | 7,68             | 2 241 (2022)                      | 292                | modifier les données · modifier les données |
| Arboucave                   | 40005      | 40320       | Mont-de-Marsan | Chalosse Tursan                   | CC Chalosse Tursan                           | 9,89             | 214 (2022)                        | 22                 | modifier les données · modifier les données |
| Arengosse                   | 40006      | 40110       | Mont-de-Marsan | Pays morcenais tarusate           | CC du Pays Morcenais                         | 62,48            | 713 (2022)                        | 11                 | modifier les données · modifier les données |
| Argelos                     | 40007      | 40700       | Dax            | Coteau de Chalosse                | CC Coteaux et Vallées des Luys               | 6,44             | 162 (2022)                        | 25                 | modifier les données · modifier les données |
| Argelouse                   | 40008      | 40430       | Mont-de-Marsan | Haute Lande Armagnac              | CC Cœur Haute Lande                          | 22,79            | 96 (2022)                         | 4,2                | modifier les données · modifier les données |
| Arsague                     | 40011      | 40330       | Dax            | Coteau de Chalosse                | CC Coteaux et Vallées des Luys               | 7,18             | 342 (2022)                        | 48                 | modifier les données · modifier les données |
| Artassenx                   | 40012      | 40090       | Mont-de-Marsan | Adour Armagnac                    | CC du Pays grenadois                         | 5,50             | 260 (2022)                        | 47                 | modifier les données · modifier les données |
| Arthez-d'Armagnac           | 40013      | 40190       | Mont-de-Marsan | Adour Armagnac                    | CC du Pays de Villeneuve en Armagnac Landais | 11,17            | 92 (2022)                         | 8,2                | modifier les données · modifier les données |
| Arue                        | 40014      | 40120       | Mont-de-Marsan | Haute Lande Armagnac              | CC des Landes d'Armagnac                     | 48,11            | 358 (2022)                        | 7,4                | modifier les données · modifier les données |
| Arx                         | 40015      | 40310       | Mont-de-Marsan | Haute Lande Armagnac              | CC des Landes d'Armagnac                     | 24,18            | 51 (2022)                         | 2,1                | modifier les données · modifier les données |
| Aubagnan                    | 40016      | 40700       | Mont-de-Marsan | Chalosse Tursan                   | CC Chalosse Tursan                           | 3,40             | 274 (2022)                        | 81                 | modifier les données · modifier les données |
| Audignon                    | 40017      | 40500       | Mont-de-Marsan | Chalosse Tursan                   | CC Chalosse Tursan                           | 9,31             | 386 (2022)                        | 41                 | modifier les données · modifier les données |
| Audon                       | 40018      | 40400       | Dax            | Pays morcenais tarusate           | CC du Pays Tarusate                          | 7,55             | 410 (2022)                        | 54                 | modifier les données · modifier les données |
| Aureilhan                   | 40019      | 40200       | Mont-de-Marsan | Côte d'Argent                     | CC de Mimizan                                | 11,51            | 1 117 (2022)                      | 97                 | modifier les données · modifier les données |
| Aurice                      | 40020      | 40500       | Mont-de-Marsan | Chalosse Tursan                   | CC Chalosse Tursan                           | 17,31            | 629 (2022)                        | 36                 | modifier les données · modifier les données |
| Azur                        | 40021      | 40140       | Dax            | Marensin Sud                      | CC de Maremne-Adour-Côte-Sud                 | 16,94            | 973 (2022)                        | 57                 | modifier les données · modifier les données |
| Bahus-Soubiran              | 40022      | 40320       | Mont-de-Marsan | Adour Armagnac                    | CC d'Aire-sur-l'Adour                        | 14,53            | 393 (2022)                        | 27                 | modifier les données · modifier les données |
| Baigts                      | 40023      | 40380       | Dax            | Coteau de Chalosse                | CC Terres de Chalosse                        | 11,64            | 333 (2022)                        | 29                 | modifier les données · modifier les données |
| Banos                       | 40024      | 40500       | Mont-de-Marsan | Chalosse Tursan                   | CC Chalosse Tursan                           | 5,77             | 267 (2022)                        | 46                 | modifier les données · modifier les données |
| Bas-Mauco                   | 40026      | 40500       | Mont-de-Marsan | Chalosse Tursan                   | CC Chalosse Tursan                           | 11,50            | 402 (2022)                        | 35                 | modifier les données · modifier les données |
| Bascons                     | 40025      | 40090       | Mont-de-Marsan | Adour Armagnac                    | CC du Pays grenadois                         | 18,70            | 868 (2022)                        | 46                 | modifier les données · modifier les données |
| Bassercles                  | 40027      | 40700       | Dax            | Coteau de Chalosse                | CC Coteaux et Vallées des Luys               | 6,59             | 154 (2022)                        | 23                 | modifier les données · modifier les données |
| Bastennes                   | 40028      | 40360       | Dax            | Coteau de Chalosse                | CC Coteaux et Vallées des Luys               | 7,29             | 244 (2022)                        | 33                 | modifier les données · modifier les données |
| Bats                        | 40029      | 40320       | Mont-de-Marsan | Chalosse Tursan                   | CC Chalosse Tursan                           | 7,35             | 325 (2022)                        | 44                 | modifier les données · modifier les données |
| Baudignan                   | 40030      | 40310       | Mont-de-Marsan | Haute Lande Armagnac              | CC des Landes d'Armagnac                     | 23,30            | 53 (2022)                         | 2,3                | modifier les données · modifier les données |
| Bégaar                      | 40031      | 40400       | Dax            | Pays morcenais tarusate           | CC du Pays Tarusate                          | 27,80            | 1 233 (2022)                      | 44                 | modifier les données · modifier les données |
| Belhade                     | 40032      | 40410       | Mont-de-Marsan | Grands Lacs                       | CC Cœur Haute Lande                          | 28,55            | 222 (2022)                        | 7,8                | modifier les données · modifier les données |
| Bélis                       | 40033      | 40120       | Mont-de-Marsan | Haute Lande Armagnac              | CC Cœur Haute Lande                          | 20,46            | 164 (2022)                        | 8,0                | modifier les données · modifier les données |
| Bélus                       | 40034      | 40300       | Dax            | Orthe et Arrigans                 | CC du Pays d'Orthe et Arrigans               | 11,84            | 616 (2022)                        | 52                 | modifier les données · modifier les données |
| Bénesse-lès-Dax             | 40035      | 40180       | Dax            | Dax-2                             | CA Grand Dax Agglomération                   | 5,89             | 582 (2022)                        | 99                 | modifier les données · modifier les données |
| Bénesse-Maremne             | 40036      | 40230       | Dax            | Pays Tyrossais                    | CC de Maremne-Adour-Côte-Sud                 | 18,69            | 3 733 (2022)                      | 200                | modifier les données · modifier les données |
| Benquet                     | 40037      | 40280       | Mont-de-Marsan | Mont-de-Marsan-2                  | CA Mont-de-Marsan Agglomération              | 29,33            | 1 913 (2022)                      | 65                 | modifier les données · modifier les données |
| Bergouey                    | 40038      | 40250       | Dax            | Coteau de Chalosse                | CC Terres de Chalosse                        | 4,39             | 109 (2022)                        | 25                 | modifier les données · modifier les données |
| Betbezer-d'Armagnac         | 40039      | 40240       | Mont-de-Marsan | Haute Lande Armagnac              | CC des Landes d'Armagnac                     | 8,10             | 133 (2022)                        | 16                 | modifier les données · modifier les données |
| Beylongue                   | 40040      | 40370       | Dax            | Pays morcenais tarusate           | CC du Pays Tarusate                          | 37,51            | 402 (2022)                        | 11                 | modifier les données · modifier les données |
| Beyries                     | 40041      | 40700       | Dax            | Coteau de Chalosse                | CC Coteaux et Vallées des Luys               | 4,29             | 123 (2022)                        | 29                 | modifier les données · modifier les données |
| Biarrotte                   | 40042      | 40390       | Dax            | Seignanx                          | CC du Seignanx                               | 4,90             | 350 (2022)                        | 71                 | modifier les données · modifier les données |
| Bias                        | 40043      | 40170       | Mont-de-Marsan | Côte d'Argent                     | CC de Mimizan                                | 20,95            | 787 (2022)                        | 38                 | modifier les données · modifier les données |
| Biaudos                     | 40044      | 40390       | Dax            | Seignanx                          | CC du Seignanx                               | 15,59            | 1 022 (2022)                      | 66                 | modifier les données · modifier les données |
| Biscarrosse                 | 40046      | 40600       | Mont-de-Marsan | Grands Lacs                       | CC des Grands Lacs                           | 160,48           | 15 412 (2022)                     | 96                 | modifier les données · modifier les données |
| Bonnegarde                  | 40047      | 40330       | Dax            | Coteau de Chalosse                | CC Coteaux et Vallées des Luys               | 9,67             | 255 (2022)                        | 26                 | modifier les données · modifier les données |
| Bordères-et-Lamensans       | 40049      | 40270       | Mont-de-Marsan | Adour Armagnac                    | CC du Pays grenadois                         | 15,60            | 372 (2022)                        | 24                 | modifier les données · modifier les données |
| Bostens                     | 40050      | 40090       | Mont-de-Marsan | Mont-de-Marsan-1                  | CA Mont-de-Marsan Agglomération              | 7,66             | 205 (2022)                        | 27                 | modifier les données · modifier les données |
| Bougue                      | 40051      | 40090       | Mont-de-Marsan | Mont-de-Marsan-2                  | CA Mont-de-Marsan Agglomération              | 21,96            | 847 (2022)                        | 39                 | modifier les données · modifier les données |
| Bourdalat                   | 40052      | 40190       | Mont-de-Marsan | Adour Armagnac                    | CC du Pays de Villeneuve en Armagnac Landais | 14,15            | 205 (2022)                        | 14                 | modifier les données · modifier les données |
| Bourriot-Bergonce           | 40053      | 40120       | Mont-de-Marsan | Haute Lande Armagnac              | CC des Landes d'Armagnac                     | 82,65            | 319 (2022)                        | 3,9                | modifier les données · modifier les données |
| Brassempouy                 | 40054      | 40330       | Dax            | Coteau de Chalosse                | CC Coteaux et Vallées des Luys               | 10,72            | 273 (2022)                        | 25                 | modifier les données · modifier les données |
| Bretagne-de-Marsan          | 40055      | 40280       | Mont-de-Marsan | Mont-de-Marsan-2                  | CA Mont-de-Marsan Agglomération              | 12,93            | 1 626 (2022)                      | 126                | modifier les données · modifier les données |
| Brocas                      | 40056      | 40420       | Mont-de-Marsan | Haute Lande Armagnac              | CC Cœur Haute Lande                          | 53,46            | 727 (2022)                        | 14                 | modifier les données · modifier les données |
| Buanes                      | 40057      | 40320       | Mont-de-Marsan | Adour Armagnac                    | CC d'Aire-sur-l'Adour                        | 6,62             | 240 (2022)                        | 36                 | modifier les données · modifier les données |
| Cachen                      | 40058      | 40120       | Mont-de-Marsan | Haute Lande Armagnac              | CC des Landes d'Armagnac                     | 35,66            | 230 (2022)                        | 6,4                | modifier les données · modifier les données |
| Cagnotte                    | 40059      | 40300       | Dax            | Orthe et Arrigans                 | CC du Pays d'Orthe et Arrigans               | 14,68            | 778 (2022)                        | 53                 | modifier les données · modifier les données |
| Callen                      | 40060      | 40430       | Mont-de-Marsan | Haute Lande Armagnac              | CC Cœur Haute Lande                          | 87,86            | 145 (2022)                        | 1,7                | modifier les données · modifier les données |
| Campagne                    | 40061      | 40090       | Mont-de-Marsan | Mont-de-Marsan-2                  | CA Mont-de-Marsan Agglomération              | 33,91            | 1 025 (2022)                      | 30                 | modifier les données · modifier les données |
| Campet-et-Lamolère          | 40062      | 40090       | Mont-de-Marsan | Mont-de-Marsan-1                  | CA Mont-de-Marsan Agglomération              | 18,97            | 518 (2022)                        | 27                 | modifier les données · modifier les données |
| Candresse                   | 40063      | 40180       | Dax            | Dax-2                             | CA Grand Dax Agglomération                   | 8,54             | 869 (2022)                        | 102                | modifier les données · modifier les données |
| Canenx-et-Réaut             | 40064      | 40090       | Mont-de-Marsan | Haute Lande Armagnac              | CC Cœur Haute Lande                          | 28,07            | 172 (2022)                        | 6,1                | modifier les données · modifier les données |
| Capbreton                   | 40065      | 40130       | Dax            | Pays Tyrossais                    | CC de Maremne-Adour-Côte-Sud                 | 21,75            | 9 218 (2022)                      | 424                | modifier les données · modifier les données |
| Carcarès-Sainte-Croix       | 40066      | 40400       | Dax            | Pays morcenais tarusate           | CC du Pays Tarusate                          | 15,57            | 540 (2022)                        | 35                 | modifier les données · modifier les données |
| Carcen-Ponson               | 40067      | 40400       | Dax            | Pays morcenais tarusate           | CC du Pays Tarusate                          | 36,72            | 631 (2022)                        | 17                 | modifier les données · modifier les données |
| Cassen                      | 40068      | 40380       | Dax            | Coteau de Chalosse                | CC Terres de Chalosse                        | 5,97             | 607 (2022)                        | 102                | modifier les données · modifier les données |
| Castaignos-Souslens         | 40069      | 40700       | Dax            | Coteau de Chalosse                | CC Coteaux et Vallées des Luys               | 7,45             | 424 (2022)                        | 57                 | modifier les données · modifier les données |
| Castandet                   | 40070      | 40270       | Mont-de-Marsan | Adour Armagnac                    | CC du Pays grenadois                         | 16,66            | 420 (2022)                        | 25                 | modifier les données · modifier les données |
| Castel-Sarrazin             | 40074      | 40330       | Dax            | Coteau de Chalosse                | CC Coteaux et Vallées des Luys               | 12,01            | 576 (2022)                        | 48                 | modifier les données · modifier les données |
| Castelnau-Chalosse          | 40071      | 40360       | Dax            | Coteau de Chalosse                | CC Coteaux et Vallées des Luys               | 10,66            | 595 (2022)                        | 56                 | modifier les données · modifier les données |
| Castelnau-Tursan            | 40072      | 40320       | Mont-de-Marsan | Chalosse Tursan                   | CC Chalosse Tursan                           | 9,27             | 185 (2022)                        | 20                 | modifier les données · modifier les données |
| Castelner                   | 40073      | 40700       | Mont-de-Marsan | Chalosse Tursan                   | CC Chalosse Tursan                           | 5,73             | 120 (2022)                        | 21                 | modifier les données · modifier les données |
| Castets                     | 40075      | 40260       | Dax            | Côte d'Argent                     | CC Côte Landes Nature                        | 90,18            | 2 510 (2022)                      | 28                 | modifier les données · modifier les données |
| Cauna                       | 40076      | 40500       | Mont-de-Marsan | Chalosse Tursan                   | CC Chalosse Tursan                           | 13,39            | 423 (2022)                        | 32                 | modifier les données · modifier les données |
| Cauneille                   | 40077      | 40300       | Dax            | Orthe et Arrigans                 | CC du Pays d'Orthe et Arrigans               | 15,42            | 799 (2022)                        | 52                 | modifier les données · modifier les données |
| Caupenne                    | 40078      | 40250       | Dax            | Coteau de Chalosse                | CC Terres de Chalosse                        | 15,22            | 397 (2022)                        | 26                 | modifier les données · modifier les données |
| Cazalis                     | 40079      | 40700       | Mont-de-Marsan | Chalosse Tursan                   | CC Chalosse Tursan                           | 5,13             | 139 (2022)                        | 27                 | modifier les données · modifier les données |
| Cazères-sur-l'Adour         | 40080      | 40270       | Mont-de-Marsan | Adour Armagnac                    | CC du Pays grenadois                         | 31,25            | 1 126 (2022)                      | 36                 | modifier les données · modifier les données |
| Cère                        | 40081      | 40090       | Mont-de-Marsan | Haute Lande Armagnac              | CC Cœur Haute Lande                          | 39,87            | 416 (2022)                        | 10                 | modifier les données · modifier les données |
| Classun                     | 40082      | 40320       | Mont-de-Marsan | Adour Armagnac                    | CC d'Aire-sur-l'Adour                        | 8,82             | 246 (2022)                        | 28                 | modifier les données · modifier les données |
| Clèdes                      | 40083      | 40320       | Mont-de-Marsan | Chalosse Tursan                   | CC Chalosse Tursan                           | 6,84             | 118 (2022)                        | 17                 | modifier les données · modifier les données |
| Clermont                    | 40084      | 40180       | Dax            | Coteau de Chalosse                | CC Terres de Chalosse                        | 15,02            | 742 (2022)                        | 49                 | modifier les données · modifier les données |
| Commensacq                  | 40085      | 40210       | Mont-de-Marsan | Haute Lande Armagnac              | CC Cœur Haute Lande                          | 71,24            | 434 (2022)                        | 6,1                | modifier les données · modifier les données |
| Coudures                    | 40086      | 40500       | Mont-de-Marsan | Chalosse Tursan                   | CC Chalosse Tursan                           | 11,65            | 558 (2022)                        | 48                 | modifier les données · modifier les données |
| Créon-d'Armagnac            | 40087      | 40240       | Mont-de-Marsan | Haute Lande Armagnac              | CC des Landes d'Armagnac                     | 21,26            | 336 (2022)                        | 16                 | modifier les données · modifier les données |
| Dax                         | 40088      | 40100       | Dax            | Dax-1 Dax-2                       | CA Grand Dax Agglomération                   | 19,70            | 21 716 (2022)                     | 1 102              | modifier les données · modifier les données |
| Doazit                      | 40089      | 40700       | Dax            | Coteau de Chalosse                | CC Terres de Chalosse                        | 22,16            | 851 (2022)                        | 38                 | modifier les données · modifier les données |
| Donzacq                     | 40090      | 40360       | Dax            | Coteau de Chalosse                | CC Coteaux et Vallées des Luys               | 11,70            | 454 (2022)                        | 39                 | modifier les données · modifier les données |
| Duhort-Bachen               | 40091      | 40800       | Mont-de-Marsan | Adour Armagnac                    | CC d'Aire-sur-l'Adour                        | 34,17            | 682 (2022)                        | 20                 | modifier les données · modifier les données |
| Dumes                       | 40092      | 40500       | Mont-de-Marsan | Chalosse Tursan                   | CC Chalosse Tursan                           | 2,48             | 250 (2022)                        | 101                | modifier les données · modifier les données |
| Escalans                    | 40093      | 40310       | Mont-de-Marsan | Haute Lande Armagnac              | CC des Landes d'Armagnac                     | 30,31            | 232 (2022)                        | 7,7                | modifier les données · modifier les données |
| Escource                    | 40094      | 40210       | Mont-de-Marsan | Haute Lande Armagnac              | CC Cœur Haute Lande                          | 102,74           | 799 (2022)                        | 7,8                | modifier les données · modifier les données |
| Estibeaux                   | 40095      | 40290       | Dax            | Orthe et Arrigans                 | CC du Pays d'Orthe et Arrigans               | 16,72            | 697 (2022)                        | 42                 | modifier les données · modifier les données |
| Estigarde                   | 40096      | 40240       | Mont-de-Marsan | Haute Lande Armagnac              | CC des Landes d'Armagnac                     | 29,65            | 96 (2022)                         | 3,2                | modifier les données · modifier les données |
| Eugénie-les-Bains           | 40097      | 40320       | Mont-de-Marsan | Adour Armagnac                    | CC d'Aire-sur-l'Adour                        | 11,03            | 486 (2022)                        | 44                 | modifier les données · modifier les données |
| Eyres-Moncube               | 40098      | 40500       | Mont-de-Marsan | Chalosse Tursan                   | CC Chalosse Tursan                           | 12,19            | 347 (2022)                        | 28                 | modifier les données · modifier les données |
| Fargues                     | 40099      | 40500       | Mont-de-Marsan | Chalosse Tursan                   | CC Chalosse Tursan                           | 11,84            | 314 (2022)                        | 27                 | modifier les données · modifier les données |
| Le Frêche                   | 40100      | 40190       | Mont-de-Marsan | Adour Armagnac                    | CC du Pays de Villeneuve en Armagnac Landais | 23,41            | 388 (2022)                        | 17                 | modifier les données · modifier les données |
| Gaas                        | 40101      | 40350       | Dax            | Orthe et Arrigans                 | CC du Pays d'Orthe et Arrigans               | 9,13             | 471 (2022)                        | 52                 | modifier les données · modifier les données |
| Gabarret                    | 40102      | 40310       | Mont-de-Marsan | Haute Lande Armagnac              | CC des Landes d'Armagnac                     | 16,90            | 1 282 (2022)                      | 76                 | modifier les données · modifier les données |
| Gaillères                   | 40103      | 40090       | Mont-de-Marsan | Mont-de-Marsan-1                  | CA Mont-de-Marsan Agglomération              | 14,04            | 647 (2022)                        | 46                 | modifier les données · modifier les données |
| Gamarde-les-Bains           | 40104      | 40380       | Dax            | Coteau de Chalosse                | CC Terres de Chalosse                        | 18,95            | 1 552 (2022)                      | 82                 | modifier les données · modifier les données |
| Garein                      | 40105      | 40420       | Mont-de-Marsan | Haute Lande Armagnac              | CC Cœur Haute Lande                          | 57,10            | 426 (2022)                        | 7,5                | modifier les données · modifier les données |
| Garrey                      | 40106      | 40180       | Dax            | Coteau de Chalosse                | CC Terres de Chalosse                        | 4,93             | 215 (2022)                        | 44                 | modifier les données · modifier les données |
| Gastes                      | 40108      | 40160       | Mont-de-Marsan | Grands Lacs                       | CC des Grands Lacs                           | 35,23            | 925 (2022)                        | 26                 | modifier les données · modifier les données |
| Gaujacq                     | 40109      | 40330       | Dax            | Coteau de Chalosse                | CC Coteaux et Vallées des Luys               | 16,14            | 436 (2022)                        | 27                 | modifier les données · modifier les données |
| Geaune                      | 40110      | 40320       | Mont-de-Marsan | Chalosse Tursan                   | CC Chalosse Tursan                           | 10,53            | 763 (2022)                        | 72                 | modifier les données · modifier les données |
| Geloux                      | 40111      | 40090       | Mont-de-Marsan | Mont-de-Marsan-1                  | CA Mont-de-Marsan Agglomération              | 51,70            | 708 (2022)                        | 14                 | modifier les données · modifier les données |
| Gibret                      | 40112      | 40380       | Dax            | Coteau de Chalosse                | CC Terres de Chalosse                        | 2,58             | 98 (2022)                         | 38                 | modifier les données · modifier les données |
| Goos                        | 40113      | 40180       | Dax            | Coteau de Chalosse                | CC Terres de Chalosse                        | 10,49            | 530 (2022)                        | 51                 | modifier les données · modifier les données |
| Gourbera                    | 40114      | 40990       | Dax            | Dax-1                             | CA Grand Dax Agglomération                   | 27,73            | 364 (2022)                        | 13                 | modifier les données · modifier les données |
| Gousse                      | 40115      | 40465       | Dax            | Coteau de Chalosse                | CC Terres de Chalosse                        | 4,09             | 276 (2022)                        | 67                 | modifier les données · modifier les données |
| Gouts                       | 40116      | 40400       | Dax            | Pays morcenais tarusate           | CC du Pays Tarusate                          | 10,88            | 272 (2022)                        | 25                 | modifier les données · modifier les données |
| Grenade-sur-l'Adour         | 40117      | 40270       | Mont-de-Marsan | Adour Armagnac                    | CC du Pays grenadois                         | 19,72            | 2 414 (2022)                      | 122                | modifier les données · modifier les données |
| Habas                       | 40118      | 40290       | Dax            | Orthe et Arrigans                 | CC du Pays d'Orthe et Arrigans               | 18,75            | 1 464 (2022)                      | 78                 | modifier les données · modifier les données |
| Hagetmau                    | 40119      | 40700       | Mont-de-Marsan | Chalosse Tursan                   | CC Chalosse Tursan                           | 28,37            | 4 622 (2022)                      | 163                | modifier les données · modifier les données |
| Hastingues                  | 40120      | 40300       | Dax            | Orthe et Arrigans                 | CC du Pays d'Orthe et Arrigans               | 14,54            | 606 (2022)                        | 42                 | modifier les données · modifier les données |
| Hauriet                     | 40121      | 40250       | Dax            | Coteau de Chalosse                | CC Terres de Chalosse                        | 7,57             | 273 (2022)                        | 36                 | modifier les données · modifier les données |
| Haut-Mauco                  | 40122      | 40280       | Mont-de-Marsan | Chalosse Tursan                   | CC Chalosse Tursan                           | 18,64            | 991 (2022)                        | 53                 | modifier les données · modifier les données |
| Herm                        | 40123      | 40990       | Dax            | Dax-1                             | CA Grand Dax Agglomération                   | 52,08            | 1 189 (2022)                      | 23                 | modifier les données · modifier les données |
| Herré                       | 40124      | 40310       | Mont-de-Marsan | Haute Lande Armagnac              | CC des Landes d'Armagnac                     | 23,14            | 141 (2022)                        | 6,1                | modifier les données · modifier les données |
| Heugas                      | 40125      | 40180       | Dax            | Dax-2                             | CA Grand Dax Agglomération                   | 18,79            | 1 395 (2022)                      | 74                 | modifier les données · modifier les données |
| Hinx                        | 40126      | 40180       | Dax            | Coteau de Chalosse                | CC Terres de Chalosse                        | 15,51            | 1 909 (2022)                      | 123                | modifier les données · modifier les données |
| Hontanx                     | 40127      | 40190       | Mont-de-Marsan | Adour Armagnac                    | CC du Pays de Villeneuve en Armagnac Landais | 30,48            | 611 (2022)                        | 20                 | modifier les données · modifier les données |
| Horsarrieu                  | 40128      | 40700       | Mont-de-Marsan | Chalosse Tursan                   | CC Chalosse Tursan                           | 11,02            | 706 (2022)                        | 64                 | modifier les données · modifier les données |
| Josse                       | 40129      | 40230       | Dax            | Pays Tyrossais                    | CC de Maremne-Adour-Côte-Sud                 | 9,48             | 1 003 (2022)                      | 106                | modifier les données · modifier les données |
| Labastide-Chalosse          | 40130      | 40700       | Mont-de-Marsan | Chalosse Tursan                   | CC Chalosse Tursan                           | 4,56             | 168 (2022)                        | 37                 | modifier les données · modifier les données |
| Labastide-d'Armagnac        | 40131      | 40240       | Mont-de-Marsan | Haute Lande Armagnac              | CC des Landes d'Armagnac                     | 31,87            | 680 (2022)                        | 21                 | modifier les données · modifier les données |
| Labatut                     | 40132      | 40300       | Dax            | Orthe et Arrigans                 | CC du Pays d'Orthe et Arrigans               | 20,95            | 1 396 (2022)                      | 67                 | modifier les données · modifier les données |
| Labenne                     | 40133      | 40530       | Dax            | Pays Tyrossais                    | CC de Maremne-Adour-Côte-Sud                 | 24,48            | 7 095 (2022)                      | 290                | modifier les données · modifier les données |
| Labouheyre                  | 40134      | 40210       | Mont-de-Marsan | Haute Lande Armagnac              | CC Cœur Haute Lande                          | 36,13            | 2 883 (2022)                      | 80                 | modifier les données · modifier les données |
| Labrit                      | 40135      | 40420       | Mont-de-Marsan | Haute Lande Armagnac              | CC Cœur Haute Lande                          | 72,18            | 849 (2022)                        | 12                 | modifier les données · modifier les données |
| Lacajunte                   | 40136      | 40320       | Mont-de-Marsan | Chalosse Tursan                   | CC Chalosse Tursan                           | 5,63             | 148 (2022)                        | 26                 | modifier les données · modifier les données |
| Lacquy                      | 40137      | 40120       | Mont-de-Marsan | Adour Armagnac                    | CC du Pays de Villeneuve en Armagnac Landais | 19,28            | 288 (2022)                        | 15                 | modifier les données · modifier les données |
| Lacrabe                     | 40138      | 40700       | Mont-de-Marsan | Chalosse Tursan                   | CC Chalosse Tursan                           | 6,27             | 286 (2022)                        | 46                 | modifier les données · modifier les données |
| Laglorieuse                 | 40139      | 40090       | Mont-de-Marsan | Mont-de-Marsan-2                  | CA Mont-de-Marsan Agglomération              | 11,59            | 603 (2022)                        | 52                 | modifier les données · modifier les données |
| Lagrange                    | 40140      | 40240       | Mont-de-Marsan | Haute Lande Armagnac              | CC des Landes d'Armagnac                     | 21,13            | 190 (2022)                        | 9,0                | modifier les données · modifier les données |
| Lahosse                     | 40141      | 40250       | Dax            | Coteau de Chalosse                | CC Terres de Chalosse                        | 8,08             | 286 (2022)                        | 35                 | modifier les données · modifier les données |
| Laluque                     | 40142      | 40465       | Dax            | Pays morcenais tarusate           | CC du Pays Tarusate                          | 52,81            | 1 086 (2022)                      | 21                 | modifier les données · modifier les données |
| Lamothe                     | 40143      | 40250       | Dax            | Pays morcenais tarusate           | CC du Pays Tarusate                          | 12,63            | 305 (2022)                        | 24                 | modifier les données · modifier les données |
| Larbey                      | 40144      | 40250       | Dax            | Coteau de Chalosse                | CC Terres de Chalosse                        | 6,00             | 240 (2022)                        | 40                 | modifier les données · modifier les données |
| Larrivière-Saint-Savin      | 40145      | 40270       | Mont-de-Marsan | Adour Armagnac                    | CC du Pays grenadois                         | 16,85            | 588 (2022)                        | 35                 | modifier les données · modifier les données |
| Latrille                    | 40146      | 40800       | Mont-de-Marsan | Adour Armagnac                    | CC d'Aire-sur-l'Adour                        | 6,84             | 167 (2022)                        | 24                 | modifier les données · modifier les données |
| Laurède                     | 40147      | 40250       | Dax            | Coteau de Chalosse                | CC Terres de Chalosse                        | 5,70             | 367 (2022)                        | 64                 | modifier les données · modifier les données |
| Lauret                      | 40148      | 40320       | Mont-de-Marsan | Chalosse Tursan                   | CC Chalosse Tursan                           | 7,34             | 78 (2022)                         | 11                 | modifier les données · modifier les données |
| Lencouacq                   | 40149      | 40120       | Mont-de-Marsan | Haute Lande Armagnac              | CC des Landes d'Armagnac                     | 96,62            | 376 (2022)                        | 3,9                | modifier les données · modifier les données |
| Léon                        | 40150      | 40550       | Dax            | Côte d'Argent                     | CC Côte Landes Nature                        | 64,45            | 2 182 (2022)                      | 34                 | modifier les données · modifier les données |
| Lesgor                      | 40151      | 40400       | Dax            | Pays morcenais tarusate           | CC du Pays Tarusate                          | 28,19            | 425 (2022)                        | 15                 | modifier les données · modifier les données |
| Lesperon                    | 40152      | 40260       | Mont-de-Marsan | Pays morcenais tarusate           | CC du Pays Morcenais                         | 102,81           | 1 030 (2022)                      | 10                 | modifier les données · modifier les données |
| Le Leuy                     | 40153      | 40250       | Dax            | Pays morcenais tarusate           | CC du Pays Tarusate                          | 9,46             | 228 (2022)                        | 24                 | modifier les données · modifier les données |
| Lévignacq                   | 40154      | 40170       | Dax            | Côte d'Argent                     | CC Côte Landes Nature                        | 42,32            | 345 (2022)                        | 8,2                | modifier les données · modifier les données |
| Linxe                       | 40155      | 40260       | Dax            | Côte d'Argent                     | CC Côte Landes Nature                        | 80,93            | 1 550 (2022)                      | 19                 | modifier les données · modifier les données |
| Liposthey                   | 40156      | 40410       | Mont-de-Marsan | Grands Lacs                       | CC Cœur Haute Lande                          | 23,97            | 591 (2022)                        | 25                 | modifier les données · modifier les données |
| Lit-et-Mixe                 | 40157      | 40170       | Dax            | Côte d'Argent                     | CC Côte Landes Nature                        | 112,95           | 1 704 (2022)                      | 15                 | modifier les données · modifier les données |
| Losse                       | 40158      | 40240       | Mont-de-Marsan | Haute Lande Armagnac              | CC des Landes d'Armagnac                     | 102,69           | 282 (2022)                        | 2,7                | modifier les données · modifier les données |
| Louer                       | 40159      | 40380       | Dax            | Coteau de Chalosse                | CC Terres de Chalosse                        | 2,85             | 332 (2022)                        | 116                | modifier les données · modifier les données |
| Lourquen                    | 40160      | 40250       | Dax            | Coteau de Chalosse                | CC Terres de Chalosse                        | 5,90             | 188 (2022)                        | 32                 | modifier les données · modifier les données |
| Lubbon                      | 40161      | 40240       | Mont-de-Marsan | Haute Lande Armagnac              | CC des Landes d'Armagnac                     | 47,74            | 80 (2022)                         | 1,7                | modifier les données · modifier les données |
| Lucbardez-et-Bargues        | 40162      | 40090       | Mont-de-Marsan | Mont-de-Marsan-1                  | CA Mont-de-Marsan Agglomération              | 21,48            | 564 (2022)                        | 26                 | modifier les données · modifier les données |
| Lüe                         | 40163      | 40210       | Mont-de-Marsan | Grands Lacs                       | CC des Grands Lacs                           | 96,72            | 613 (2022)                        | 6,3                | modifier les données · modifier les données |
| Luglon                      | 40165      | 40630       | Mont-de-Marsan | Haute Lande Armagnac              | CC Cœur Haute Lande                          | 41,07            | 375 (2022)                        | 9,1                | modifier les données · modifier les données |
| Lussagnet                   | 40166      | 40270       | Mont-de-Marsan | Adour Armagnac                    | CC du Pays grenadois                         | 8,43             | 77 (2022)                         | 9,1                | modifier les données · modifier les données |
| Luxey                       | 40167      | 40430       | Mont-de-Marsan | Haute Lande Armagnac              | CC Cœur Haute Lande                          | 160,07           | 653 (2022)                        | 4,1                | modifier les données · modifier les données |
| Magescq                     | 40168      | 40140       | Dax            | Marensin Sud                      | CC de Maremne-Adour-Côte-Sud                 | 77,12            | 2 602 (2022)                      | 34                 | modifier les données · modifier les données |
| Maillas                     | 40169      | 40120       | Mont-de-Marsan | Haute Lande Armagnac              | CC des Landes d'Armagnac                     | 63,84            | 128 (2022)                        | 2,0                | modifier les données · modifier les données |
| Maillères                   | 40170      | 40120       | Mont-de-Marsan | Haute Lande Armagnac              | CC Cœur Haute Lande                          | 15,05            | 230 (2022)                        | 15                 | modifier les données · modifier les données |
| Mano                        | 40171      | 40410       | Mont-de-Marsan | Grands Lacs                       | CC Cœur Haute Lande                          | 32,27            | 129 (2022)                        | 4,0                | modifier les données · modifier les données |
| Mant                        | 40172      | 40700       | Mont-de-Marsan | Chalosse Tursan                   | CC Chalosse Tursan                           | 19,34            | 270 (2022)                        | 14                 | modifier les données · modifier les données |
| Marpaps                     | 40173      | 40330       | Dax            | Coteau de Chalosse                | CC Coteaux et Vallées des Luys               | 6,84             | 133 (2022)                        | 19                 | modifier les données · modifier les données |
| Mauries                     | 40174      | 40320       | Mont-de-Marsan | Chalosse Tursan                   | CC Chalosse Tursan                           | 5,49             | 85 (2022)                         | 15                 | modifier les données · modifier les données |
| Maurrin                     | 40175      | 40270       | Mont-de-Marsan | Adour Armagnac                    | CC du Pays grenadois                         | 13,38            | 457 (2022)                        | 34                 | modifier les données · modifier les données |
| Mauvezin-d'Armagnac         | 40176      | 40240       | Mont-de-Marsan | Haute Lande Armagnac              | CC des Landes d'Armagnac                     | 4,68             | 99 (2022)                         | 21                 | modifier les données · modifier les données |
| Maylis                      | 40177      | 40250       | Dax            | Coteau de Chalosse                | CC Terres de Chalosse                        | 12,21            | 301 (2022)                        | 25                 | modifier les données · modifier les données |
| Mazerolles                  | 40178      | 40090       | Mont-de-Marsan | Mont-de-Marsan-2                  | CA Mont-de-Marsan Agglomération              | 15,97            | 670 (2022)                        | 42                 | modifier les données · modifier les données |
| Mées                        | 40179      | 40990       | Dax            | Dax-1                             | CA Grand Dax Agglomération                   | 15,11            | 1 970 (2022)                      | 130                | modifier les données · modifier les données |
| Meilhan                     | 40180      | 40400       | Dax            | Pays morcenais tarusate           | CC du Pays Tarusate                          | 39,07            | 1 206 (2022)                      | 31                 | modifier les données · modifier les données |
| Messanges                   | 40181      | 40660       | Dax            | Marensin Sud                      | CC de Maremne-Adour-Côte-Sud                 | 34,00            | 1 038 (2022)                      | 31                 | modifier les données · modifier les données |
| Mézos                       | 40182      | 40170       | Mont-de-Marsan | Côte d'Argent                     | CC de Mimizan                                | 89,05            | 855 (2022)                        | 9,6                | modifier les données · modifier les données |
| Mimbaste                    | 40183      | 40350       | Dax            | Orthe et Arrigans                 | CC du Pays d'Orthe et Arrigans               | 20,60            | 992 (2022)                        | 48                 | modifier les données · modifier les données |
| Mimizan                     | 40184      | 40200       | Mont-de-Marsan | Côte d'Argent                     | CC de Mimizan                                | 114,83           | 7 449 (2022)                      | 65                 | modifier les données · modifier les données |
| Miramont-Sensacq            | 40185      | 40320       | Mont-de-Marsan | Chalosse Tursan                   | CC Chalosse Tursan                           | 25,32            | 346 (2022)                        | 14                 | modifier les données · modifier les données |
| Misson                      | 40186      | 40290       | Dax            | Orthe et Arrigans                 | CC du Pays d'Orthe et Arrigans               | 14,69            | 834 (2022)                        | 57                 | modifier les données · modifier les données |
| Moliets-et-Maa              | 40187      | 40660       | Dax            | Marensin Sud                      | CC de Maremne-Adour-Côte-Sud                 | 27,66            | 1 303 (2022)                      | 47                 | modifier les données · modifier les données |
| Momuy                       | 40188      | 40700       | Mont-de-Marsan | Chalosse Tursan                   | CC Chalosse Tursan                           | 13,30            | 482 (2022)                        | 36                 | modifier les données · modifier les données |
| Monget                      | 40189      | 40700       | Mont-de-Marsan | Chalosse Tursan                   | CC Chalosse Tursan                           | 5,64             | 77 (2022)                         | 14                 | modifier les données · modifier les données |
| Monségur                    | 40190      | 40700       | Mont-de-Marsan | Chalosse Tursan                   | CC Chalosse Tursan                           | 19,69            | 393 (2022)                        | 20                 | modifier les données · modifier les données |
| Montaut                     | 40191      | 40500       | Mont-de-Marsan | Chalosse Tursan                   | CC Chalosse Tursan                           | 14,88            | 604 (2022)                        | 41                 | modifier les données · modifier les données |
| Montégut                    | 40193      | 40190       | Mont-de-Marsan | Adour Armagnac                    | CC du Pays de Villeneuve en Armagnac Landais | 4,82             | 78 (2022)                         | 16                 | modifier les données · modifier les données |
| Montfort-en-Chalosse        | 40194      | 40380       | Dax            | Coteau de Chalosse                | CC Terres de Chalosse                        | 11,57            | 1 223 (2022)                      | 106                | modifier les données · modifier les données |
| Montgaillard                | 40195      | 40500       | Mont-de-Marsan | Chalosse Tursan                   | CC Chalosse Tursan                           | 20,46            | 593 (2022)                        | 29                 | modifier les données · modifier les données |
| Montsoué                    | 40196      | 40500       | Mont-de-Marsan | Chalosse Tursan                   | CC Chalosse Tursan                           | 17,98            | 561 (2022)                        | 31                 | modifier les données · modifier les données |
| Morcenx-la-Nouvelle         | 40197      | 40110       | Mont-de-Marsan | Pays morcenais tarusate           | CC du Pays Morcenais                         | 138,30           | 5 005 (2022)                      | 36                 | modifier les données · modifier les données |
| Morganx                     | 40198      | 40700       | Mont-de-Marsan | Chalosse Tursan                   | CC Chalosse Tursan                           | 5,22             | 168 (2022)                        | 32                 | modifier les données · modifier les données |
| Mouscardès                  | 40199      | 40290       | Dax            | Orthe et Arrigans                 | CC du Pays d'Orthe et Arrigans               | 9,14             | 268 (2022)                        | 29                 | modifier les données · modifier les données |
| Moustey                     | 40200      | 40410       | Mont-de-Marsan | Grands Lacs                       | CC Cœur Haute Lande                          | 67,31            | 755 (2022)                        | 11                 | modifier les données · modifier les données |
| Mugron                      | 40201      | 40250       | Dax            | Coteau de Chalosse                | CC Terres de Chalosse                        | 16,53            | 1 336 (2022)                      | 81                 | modifier les données · modifier les données |
| Narrosse                    | 40202      | 40180       | Dax            | Dax-2                             | CA Grand Dax Agglomération                   | 10,53            | 3 331 (2022)                      | 316                | modifier les données · modifier les données |
| Nassiet                     | 40203      | 40330       | Dax            | Coteau de Chalosse                | CC Coteaux et Vallées des Luys               | 11,77            | 316 (2022)                        | 27                 | modifier les données · modifier les données |
| Nerbis                      | 40204      | 40250       | Dax            | Coteau de Chalosse                | CC Terres de Chalosse                        | 4,15             | 267 (2022)                        | 64                 | modifier les données · modifier les données |
| Nousse                      | 40205      | 40380       | Dax            | Coteau de Chalosse                | CC Terres de Chalosse                        | 3,87             | 249 (2022)                        | 64                 | modifier les données · modifier les données |
| Oeyregave                   | 40206      | 40300       | Dax            | Orthe et Arrigans                 | CC du Pays d'Orthe et Arrigans               | 8,03             | 304 (2022)                        | 38                 | modifier les données · modifier les données |
| Oeyreluy                    | 40207      | 40180       | Dax            | Dax-2                             | CA Grand Dax Agglomération                   | 5,72             | 1 498 (2022)                      | 262                | modifier les données · modifier les données |
| Onard                       | 40208      | 40380       | Dax            | Coteau de Chalosse                | CC Terres de Chalosse                        | 6,15             | 376 (2022)                        | 61                 | modifier les données · modifier les données |
| Ondres                      | 40209      | 40440       | Dax            | Seignanx                          | CC du Seignanx                               | 15,13            | 6 194 (2022)                      | 409                | modifier les données · modifier les données |
| Onesse-Laharie              | 40210      | 40110       | Mont-de-Marsan | Pays morcenais tarusate           | CC du Pays Morcenais                         | 132,13           | 1 057 (2022)                      | 8,0                | modifier les données · modifier les données |
| Orist                       | 40211      | 40300       | Dax            | Orthe et Arrigans                 | CC du Pays d'Orthe et Arrigans               | 14,76            | 789 (2022)                        | 53                 | modifier les données · modifier les données |
| Orthevielle                 | 40212      | 40300       | Dax            | Orthe et Arrigans                 | CC du Pays d'Orthe et Arrigans               | 13,94            | 1 057 (2022)                      | 76                 | modifier les données · modifier les données |
| Orx                         | 40213      | 40230       | Dax            | Pays Tyrossais                    | CC de Maremne-Adour-Côte-Sud                 | 11,89            | 650 (2022)                        | 55                 | modifier les données · modifier les données |
| Ossages                     | 40214      | 40290       | Dax            | Orthe et Arrigans                 | CC du Pays d'Orthe et Arrigans               | 14,31            | 493 (2022)                        | 34                 | modifier les données · modifier les données |
| Ousse-Suzan                 | 40215      | 40110       | Mont-de-Marsan | Pays morcenais tarusate           | CC du Pays Morcenais                         | 24,48            | 285 (2022)                        | 12                 | modifier les données · modifier les données |
| Ozourt                      | 40216      | 40380       | Dax            | Coteau de Chalosse                | CC Terres de Chalosse                        | 3,97             | 198 (2022)                        | 50                 | modifier les données · modifier les données |
| Parentis-en-Born            | 40217      | 40160       | Mont-de-Marsan | Grands Lacs                       | CC des Grands Lacs                           | 111,55           | 7 463 (2022)                      | 67                 | modifier les données · modifier les données |
| Parleboscq                  | 40218      | 40310       | Mont-de-Marsan | Haute Lande Armagnac              | CC des Landes d'Armagnac                     | 40,19            | 454 (2022)                        | 11                 | modifier les données · modifier les données |
| Payros-Cazautets            | 40219      | 40320       | Mont-de-Marsan | Chalosse Tursan                   | CC Chalosse Tursan                           | 6,35             | 106 (2022)                        | 17                 | modifier les données · modifier les données |
| Pécorade                    | 40220      | 40320       | Mont-de-Marsan | Chalosse Tursan                   | CC Chalosse Tursan                           | 4,17             | 135 (2022)                        | 32                 | modifier les données · modifier les données |
| Perquie                     | 40221      | 40190       | Mont-de-Marsan | Adour Armagnac                    | CC du Pays de Villeneuve en Armagnac Landais | 26,34            | 342 (2022)                        | 13                 | modifier les données · modifier les données |
| Pey                         | 40222      | 40300       | Dax            | Orthe et Arrigans                 | CC du Pays d'Orthe et Arrigans               | 13,85            | 832 (2022)                        | 60                 | modifier les données · modifier les données |
| Peyre                       | 40223      | 40700       | Mont-de-Marsan | Chalosse Tursan                   | CC Chalosse Tursan                           | 10,25            | 237 (2022)                        | 23                 | modifier les données · modifier les données |
| Peyrehorade                 | 40224      | 40300       | Dax            | Orthe et Arrigans                 | CC du Pays d'Orthe et Arrigans               | 16,11            | 3 693 (2022)                      | 229                | modifier les données · modifier les données |
| Philondenx                  | 40225      | 40320       | Mont-de-Marsan | Chalosse Tursan                   | CC Chalosse Tursan                           | 9,66             | 189 (2022)                        | 20                 | modifier les données · modifier les données |
| Pimbo                       | 40226      | 40320       | Mont-de-Marsan | Chalosse Tursan                   | CC Chalosse Tursan                           | 10,89            | 198 (2022)                        | 18                 | modifier les données · modifier les données |
| Pissos                      | 40227      | 40410       | Mont-de-Marsan | Grands Lacs                       | CC Cœur Haute Lande                          | 140,75           | 1 483 (2022)                      | 11                 | modifier les données · modifier les données |
| Pomarez                     | 40228      | 40360       | Dax            | Coteau de Chalosse                | CC Coteaux et Vallées des Luys               | 30,57            | 1 605 (2022)                      | 53                 | modifier les données · modifier les données |
| Pontenx-les-Forges          | 40229      | 40200       | Mont-de-Marsan | Côte d'Argent                     | CC de Mimizan                                | 80,62            | 1 737 (2022)                      | 22                 | modifier les données · modifier les données |
| Pontonx-sur-l'Adour         | 40230      | 40465       | Dax            | Pays morcenais tarusate           | CC du Pays Tarusate                          | 49,42            | 2 975 (2022)                      | 60                 | modifier les données · modifier les données |
| Port-de-Lanne               | 40231      | 40300       | Dax            | Orthe et Arrigans                 | CC du Pays d'Orthe et Arrigans               | 12,68            | 1 228 (2022)                      | 97                 | modifier les données · modifier les données |
| Poudenx                     | 40232      | 40700       | Mont-de-Marsan | Chalosse Tursan                   | CC Chalosse Tursan                           | 7,46             | 219 (2022)                        | 29                 | modifier les données · modifier les données |
| Pouillon                    | 40233      | 40350       | Dax            | Orthe et Arrigans                 | CC du Pays d'Orthe et Arrigans               | 49,74            | 3 151 (2022)                      | 63                 | modifier les données · modifier les données |
| Pouydesseaux                | 40234      | 40120       | Mont-de-Marsan | Mont-de-Marsan-1                  | CA Mont-de-Marsan Agglomération              | 34,09            | 879 (2022)                        | 26                 | modifier les données · modifier les données |
| Poyanne                     | 40235      | 40380       | Dax            | Coteau de Chalosse                | CC Terres de Chalosse                        | 10,72            | 697 (2022)                        | 65                 | modifier les données · modifier les données |
| Poyartin                    | 40236      | 40380       | Dax            | Coteau de Chalosse                | CC Terres de Chalosse                        | 13,04            | 765 (2022)                        | 59                 | modifier les données · modifier les données |
| Préchacq-les-Bains          | 40237      | 40465       | Dax            | Coteau de Chalosse                | CC Terres de Chalosse                        | 8,63             | 797 (2022)                        | 92                 | modifier les données · modifier les données |
| Pujo-le-Plan                | 40238      | 40190       | Mont-de-Marsan | Adour Armagnac                    | CC du Pays de Villeneuve en Armagnac Landais | 18,51            | 625 (2022)                        | 34                 | modifier les données · modifier les données |
| Puyol-Cazalet               | 40239      | 40320       | Mont-de-Marsan | Chalosse Tursan                   | CC Chalosse Tursan                           | 4,59             | 104 (2022)                        | 23                 | modifier les données · modifier les données |
| Renung                      | 40240      | 40270       | Mont-de-Marsan | Adour Armagnac                    | CC d'Aire-sur-l'Adour                        | 21,95            | 490 (2022)                        | 22                 | modifier les données · modifier les données |
| Retjons                     | 40164      | 40120       | Mont-de-Marsan | Haute Lande Armagnac              | CC des Landes d'Armagnac                     | 77,84            | 321 (2022)                        | 4,1                | modifier les données · modifier les données |
| Rimbez-et-Baudiets          | 40242      | 40310       | Mont-de-Marsan | Haute Lande Armagnac              | CC des Landes d'Armagnac                     | 32,84            | 104 (2022)                        | 3,2                | modifier les données · modifier les données |
| Rion-des-Landes             | 40243      | 40370       | Dax            | Pays morcenais tarusate           | CC du Pays Tarusate                          | 134,06           | 3 115 (2022)                      | 23                 | modifier les données · modifier les données |
| Rivière-Saas-et-Gourby      | 40244      | 40180       | Dax            | Dax-1                             | CA Grand Dax Agglomération                   | 27,37            | 1 425 (2022)                      | 52                 | modifier les données · modifier les données |
| Roquefort                   | 40245      | 40120       | Mont-de-Marsan | Haute Lande Armagnac              | CC des Landes d'Armagnac                     | 12,12            | 1 987 (2022)                      | 164                | modifier les données · modifier les données |
| Sabres                      | 40246      | 40630       | Mont-de-Marsan | Haute Lande Armagnac              | CC Cœur Haute Lande                          | 160,13           | 1 191 (2022)                      | 7,4                | modifier les données · modifier les données |
| Saint-Agnet                 | 40247      | 40800       | Mont-de-Marsan | Adour Armagnac                    | CC d'Aire-sur-l'Adour                        | 7,80             | 181 (2022)                        | 23                 | modifier les données · modifier les données |
| Saint-André-de-Seignanx     | 40248      | 40390       | Dax            | Seignanx                          | CC du Seignanx                               | 19,49            | 1 913 (2022)                      | 98                 | modifier les données · modifier les données |
| Saint-Aubin                 | 40249      | 40250       | Dax            | Coteau de Chalosse                | CC Terres de Chalosse                        | 9,72             | 500 (2022)                        | 51                 | modifier les données · modifier les données |
| Saint-Avit                  | 40250      | 40090       | Mont-de-Marsan | Mont-de-Marsan-1                  | CA Mont-de-Marsan Agglomération              | 40,74            | 691 (2022)                        | 17                 | modifier les données · modifier les données |
| Saint-Barthélemy            | 40251      | 40390       | Dax            | Seignanx                          | CC du Seignanx                               | 5,66             | 421 (2022)                        | 74                 | modifier les données · modifier les données |
| Saint-Cricq-Chalosse        | 40253      | 40700       | Mont-de-Marsan | Chalosse Tursan                   | CC Chalosse Tursan                           | 20,23            | 633 (2022)                        | 31                 | modifier les données · modifier les données |
| Saint-Cricq-du-Gave         | 40254      | 40300       | Dax            | Orthe et Arrigans                 | CC du Pays d'Orthe et Arrigans               | 8,70             | 444 (2022)                        | 51                 | modifier les données · modifier les données |
| Saint-Cricq-Villeneuve      | 40255      | 40190       | Mont-de-Marsan | Adour Armagnac                    | CC du Pays de Villeneuve en Armagnac Landais | 15,76            | 464 (2022)                        | 29                 | modifier les données · modifier les données |
| Saint-Étienne-d'Orthe       | 40256      | 40300       | Dax            | Orthe et Arrigans                 | CC du Pays d'Orthe et Arrigans               | 11,07            | 732 (2022)                        | 66                 | modifier les données · modifier les données |
| Saint-Gein                  | 40259      | 40190       | Mont-de-Marsan | Adour Armagnac                    | CC du Pays de Villeneuve en Armagnac Landais | 17,85            | 418 (2022)                        | 23                 | modifier les données · modifier les données |
| Saint-Geours-d'Auribat      | 40260      | 40380       | Dax            | Coteau de Chalosse                | CC Terres de Chalosse                        | 5,47             | 410 (2022)                        | 75                 | modifier les données · modifier les données |
| Saint-Geours-de-Maremne     | 40261      | 40230       | Dax            | Marensin Sud                      | CC de Maremne-Adour-Côte-Sud                 | 42,90            | 2 946 (2022)                      | 69                 | modifier les données · modifier les données |
| Saint-Gor                   | 40262      | 40120       | Mont-de-Marsan | Haute Lande Armagnac              | CC des Landes d'Armagnac                     | 53,72            | 312 (2022)                        | 5,8                | modifier les données · modifier les données |
| Saint-Jean-de-Lier          | 40263      | 40380       | Dax            | Coteau de Chalosse                | CC Terres de Chalosse                        | 8,15             | 407 (2022)                        | 50                 | modifier les données · modifier les données |
| Saint-Jean-de-Marsacq       | 40264      | 40230       | Dax            | Pays Tyrossais                    | CC de Maremne-Adour-Côte-Sud                 | 26,40            | 1 810 (2022)                      | 69                 | modifier les données · modifier les données |
| Saint-Julien-d'Armagnac     | 40265      | 40240       | Mont-de-Marsan | Haute Lande Armagnac              | CC des Landes d'Armagnac                     | 14,64            | 109 (2022)                        | 7,4                | modifier les données · modifier les données |
| Saint-Julien-en-Born        | 40266      | 40170       | Dax            | Côte d'Argent                     | CC Côte Landes Nature                        | 72,93            | 1 738 (2022)                      | 24                 | modifier les données · modifier les données |
| Saint-Justin                | 40267      | 40240       | Mont-de-Marsan | Haute Lande Armagnac              | CC des Landes d'Armagnac                     | 65,62            | 1 015 (2022)                      | 15                 | modifier les données · modifier les données |
| Saint-Laurent-de-Gosse      | 40268      | 40390       | Dax            | Seignanx                          | CC du Seignanx                               | 17,39            | 735 (2022)                        | 42                 | modifier les données · modifier les données |
| Saint-Lon-les-Mines         | 40269      | 40300       | Dax            | Orthe et Arrigans                 | CC du Pays d'Orthe et Arrigans               | 21,82            | 1 242 (2022)                      | 57                 | modifier les données · modifier les données |
| Saint-Loubouer              | 40270      | 40320       | Mont-de-Marsan | Adour Armagnac                    | CC d'Aire-sur-l'Adour                        | 16,95            | 441 (2022)                        | 26                 | modifier les données · modifier les données |
| Saint-Martin-d'Oney         | 40274      | 40090       | Mont-de-Marsan | Mont-de-Marsan-1                  | CA Mont-de-Marsan Agglomération              | 34,40            | 1 356 (2022)                      | 39                 | modifier les données · modifier les données |
| Saint-Martin-de-Hinx        | 40272      | 40390       | Dax            | Pays Tyrossais                    | CC de Maremne-Adour-Côte-Sud                 | 25,48            | 1 749 (2022)                      | 69                 | modifier les données · modifier les données |
| Saint-Martin-de-Seignanx    | 40273      | 40390       | Dax            | Seignanx                          | CC du Seignanx                               | 45,35            | 6 123 (2022)                      | 135                | modifier les données · modifier les données |
| Saint-Maurice-sur-Adour     | 40275      | 40270       | Mont-de-Marsan | Adour Armagnac                    | CC du Pays grenadois                         | 9,53             | 623 (2022)                        | 65                 | modifier les données · modifier les données |
| Saint-Michel-Escalus        | 40276      | 40550       | Dax            | Côte d'Argent                     | CC Côte Landes Nature                        | 17,59            | 324 (2022)                        | 18                 | modifier les données · modifier les données |
| Saint-Pandelon              | 40277      | 40180       | Dax            | Dax-2                             | CA Grand Dax Agglomération                   | 9,18             | 728 (2022)                        | 79                 | modifier les données · modifier les données |
| Saint-Paul-en-Born          | 40278      | 40200       | Mont-de-Marsan | Côte d'Argent                     | CC de Mimizan                                | 43,53            | 982 (2022)                        | 23                 | modifier les données · modifier les données |
| Saint-Paul-lès-Dax          | 40279      | 40990       | Dax            | Dax-1                             | CA Grand Dax Agglomération                   | 58,45            | 14 114 (2022)                     | 241                | modifier les données · modifier les données |
| Saint-Perdon                | 40280      | 40090       | Mont-de-Marsan | Mont-de-Marsan-2                  | CA Mont-de-Marsan Agglomération              | 30,62            | 1 729 (2022)                      | 56                 | modifier les données · modifier les données |
| Saint-Pierre-du-Mont        | 40281      | 40280       | Mont-de-Marsan | Mont-de-Marsan-2                  | CA Mont-de-Marsan Agglomération              | 26,25            | 9 996 (2022)                      | 381                | modifier les données · modifier les données |
| Saint-Sever                 | 40282      | 40500       | Mont-de-Marsan | Chalosse Tursan                   | CC Chalosse Tursan                           | 46,96            | 5 038 (2022)                      | 107                | modifier les données · modifier les données |
| Saint-Vincent-de-Paul       | 40283      | 40990       | Dax            | Dax-1                             | CA Grand Dax Agglomération                   | 32,37            | 3 384 (2022)                      | 105                | modifier les données · modifier les données |
| Saint-Vincent-de-Tyrosse    | 40284      | 40230       | Dax            | Pays Tyrossais                    | CC de Maremne-Adour-Côte-Sud                 | 20,98            | 8 051 (2022)                      | 384                | modifier les données · modifier les données |
| Saint-Yaguen                | 40285      | 40400       | Dax            | Pays morcenais tarusate           | CC du Pays Tarusate                          | 37,59            | 628 (2022)                        | 17                 | modifier les données · modifier les données |
| Sainte-Colombe              | 40252      | 40700       | Mont-de-Marsan | Chalosse Tursan                   | CC Chalosse Tursan                           | 12,79            | 618 (2022)                        | 48                 | modifier les données · modifier les données |
| Sainte-Eulalie-en-Born      | 40257      | 40200       | Mont-de-Marsan | Grands Lacs                       | CC des Grands Lacs                           | 70,83            | 1 457 (2022)                      | 21                 | modifier les données · modifier les données |
| Sainte-Foy                  | 40258      | 40190       | Mont-de-Marsan | Adour Armagnac                    | CC du Pays de Villeneuve en Armagnac Landais | 9,10             | 251 (2022)                        | 28                 | modifier les données · modifier les données |
| Sainte-Marie-de-Gosse       | 40271      | 40390       | Dax            | Pays Tyrossais                    | CC de Maremne-Adour-Côte-Sud                 | 26,54            | 1 228 (2022)                      | 46                 | modifier les données · modifier les données |
| Samadet                     | 40286      | 40320       | Mont-de-Marsan | Chalosse Tursan                   | CC Chalosse Tursan                           | 26,19            | 1 131 (2022)                      | 43                 | modifier les données · modifier les données |
| Sanguinet                   | 40287      | 40460       | Mont-de-Marsan | Grands Lacs                       | CC des Grands Lacs                           | 81,43            | 4 662 (2022)                      | 57                 | modifier les données · modifier les données |
| Sarbazan                    | 40288      | 40120       | Mont-de-Marsan | Haute Lande Armagnac              | CC des Landes d'Armagnac                     | 22,44            | 1 151 (2022)                      | 51                 | modifier les données · modifier les données |
| Sarraziet                   | 40289      | 40500       | Mont-de-Marsan | Chalosse Tursan                   | CC Chalosse Tursan                           | 7,01             | 241 (2022)                        | 34                 | modifier les données · modifier les données |
| Sarron                      | 40290      | 40800       | Mont-de-Marsan | Adour Armagnac                    | CC d'Aire-sur-l'Adour                        | 3,90             | 105 (2022)                        | 27                 | modifier les données · modifier les données |
| Saubion                     | 40291      | 40230       | Dax            | Pays Tyrossais                    | CC de Maremne-Adour-Côte-Sud                 | 7,80             | 1 806 (2022)                      | 232                | modifier les données · modifier les données |
| Saubrigues                  | 40292      | 40230       | Dax            | Pays Tyrossais                    | CC de Maremne-Adour-Côte-Sud                 | 21,44            | 1 605 (2022)                      | 75                 | modifier les données · modifier les données |
| Saubusse                    | 40293      | 40180       | Dax            | Marensin Sud                      | CC de Maremne-Adour-Côte-Sud                 | 10,53            | 1 099 (2022)                      | 104                | modifier les données · modifier les données |
| Saugnac-et-Cambran          | 40294      | 40180       | Dax            | Dax-2                             | CA Grand Dax Agglomération                   | 13,28            | 1 568 (2022)                      | 118                | modifier les données · modifier les données |
| Saugnac-et-Muret            | 40295      | 40410       | Mont-de-Marsan | Grands Lacs                       | CC Cœur Haute Lande                          | 109,37           | 1 298 (2022)                      | 12                 | modifier les données · modifier les données |
| Seignosse                   | 40296      | 40510       | Dax            | Marensin Sud                      | CC de Maremne-Adour-Côte-Sud                 | 35,09            | 3 914 (2022)                      | 112                | modifier les données · modifier les données |
| Le Sen                      | 40297      | 40420       | Mont-de-Marsan | Haute Lande Armagnac              | CC Cœur Haute Lande                          | 51,10            | 221 (2022)                        | 4,3                | modifier les données · modifier les données |
| Serres-Gaston               | 40298      | 40700       | Mont-de-Marsan | Chalosse Tursan                   | CC Chalosse Tursan                           | 8,88             | 401 (2022)                        | 45                 | modifier les données · modifier les données |
| Serreslous-et-Arribans      | 40299      | 40700       | Mont-de-Marsan | Chalosse Tursan                   | CC Chalosse Tursan                           | 5,46             | 193 (2022)                        | 35                 | modifier les données · modifier les données |
| Seyresse                    | 40300      | 40180       | Dax            | Dax-2                             | CA Grand Dax Agglomération                   | 2,23             | 1 022 (2022)                      | 458                | modifier les données · modifier les données |
| Siest                       | 40301      | 40180       | Dax            | Dax-1                             | CA Grand Dax Agglomération                   | 2,91             | 137 (2022)                        | 47                 | modifier les données · modifier les données |
| Solférino                   | 40303      | 40210       | Mont-de-Marsan | Haute Lande Armagnac              | CC Cœur Haute Lande                          | 97,83            | 361 (2022)                        | 3,7                | modifier les données · modifier les données |
| Soorts-Hossegor             | 40304      | 40150       | Dax            | Marensin Sud                      | CC de Maremne-Adour-Côte-Sud                 | 14,51            | 3 669 (2022)                      | 253                | modifier les données · modifier les données |
| Sorbets                     | 40305      | 40320       | Mont-de-Marsan | Chalosse Tursan                   | CC Chalosse Tursan                           | 11,88            | 193 (2022)                        | 16                 | modifier les données · modifier les données |
| Sorde-l'Abbaye              | 40306      | 40300       | Dax            | Orthe et Arrigans                 | CC du Pays d'Orthe et Arrigans               | 16,34            | 636 (2022)                        | 39                 | modifier les données · modifier les données |
| Sore                        | 40307      | 40430       | Mont-de-Marsan | Haute Lande Armagnac              | CC Cœur Haute Lande                          | 147,72           | 1 162 (2022)                      | 7,9                | modifier les données · modifier les données |
| Sort-en-Chalosse            | 40308      | 40180       | Dax            | Coteau de Chalosse                | CC Terres de Chalosse                        | 15,39            | 887 (2022)                        | 58                 | modifier les données · modifier les données |
| Souprosse                   | 40309      | 40250       | Dax            | Pays morcenais tarusate           | CC du Pays Tarusate                          | 42,56            | 1 131 (2022)                      | 27                 | modifier les données · modifier les données |
| Soustons                    | 40310      | 40140       | Dax            | Marensin Sud                      | CC de Maremne-Adour-Côte-Sud                 | 100,38           | 8 445 (2022)                      | 84                 | modifier les données · modifier les données |
| Taller                      | 40311      | 40260       | Dax            | Côte d'Argent                     | CC Côte Landes Nature                        | 41,07            | 680 (2022)                        | 17                 | modifier les données · modifier les données |
| Tarnos                      | 40312      | 40220       | Dax            | Seignanx                          | CC du Seignanx                               | 26,26            | 12 900 (2022)                     | 491                | modifier les données · modifier les données |
| Tartas                      | 40313      | 40400       | Dax            | Pays morcenais tarusate           | CC du Pays Tarusate                          | 30,37            | 3 174 (2022)                      | 105                | modifier les données · modifier les données |
| Tercis-les-Bains            | 40314      | 40180       | Dax            | Dax-1                             | CA Grand Dax Agglomération                   | 10,19            | 1 331 (2022)                      | 131                | modifier les données · modifier les données |
| Téthieu                     | 40315      | 40990       | Dax            | Dax-1                             | CA Grand Dax Agglomération                   | 11,03            | 763 (2022)                        | 69                 | modifier les données · modifier les données |
| Tilh                        | 40316      | 40360       | Dax            | Orthe et Arrigans                 | CC du Pays d'Orthe et Arrigans               | 22,86            | 841 (2022)                        | 37                 | modifier les données · modifier les données |
| Tosse                       | 40317      | 40230       | Dax            | Marensin Sud                      | CC de Maremne-Adour-Côte-Sud                 | 17,94            | 3 455 (2022)                      | 193                | modifier les données · modifier les données |
| Toulouzette                 | 40318      | 40250       | Dax            | Coteau de Chalosse                | CC Terres de Chalosse                        | 11,26            | 309 (2022)                        | 27                 | modifier les données · modifier les données |
| Trensacq                    | 40319      | 40630       | Mont-de-Marsan | Haute Lande Armagnac              | CC Cœur Haute Lande                          | 79,25            | 285 (2022)                        | 3,6                | modifier les données · modifier les données |
| Uchacq-et-Parentis          | 40320      | 40090       | Mont-de-Marsan | Mont-de-Marsan-1                  | CA Mont-de-Marsan Agglomération              | 38,58            | 610 (2022)                        | 16                 | modifier les données · modifier les données |
| Urgons                      | 40321      | 40320       | Mont-de-Marsan | Chalosse Tursan                   | CC Chalosse Tursan                           | 11,53            | 242 (2022)                        | 21                 | modifier les données · modifier les données |
| Uza                         | 40322      | 40170       | Dax            | Côte d'Argent                     | CC Côte Landes Nature                        | 12,88            | 188 (2022)                        | 15                 | modifier les données · modifier les données |
| Vert                        | 40323      | 40420       | Mont-de-Marsan | Haute Lande Armagnac              | CC Cœur Haute Lande                          | 40,03            | 238 (2022)                        | 5,9                | modifier les données · modifier les données |
| Vicq-d'Auribat              | 40324      | 40380       | Dax            | Coteau de Chalosse                | CC Terres de Chalosse                        | 4,20             | 249 (2022)                        | 59                 | modifier les données · modifier les données |
| Vielle-Saint-Girons         | 40326      | 40560       | Dax            | Côte d'Argent                     | CC Côte Landes Nature                        | 72,03            | 1 451 (2022)                      | 20                 | modifier les données · modifier les données |
| Vielle-Soubiran             | 40327      | 40240       | Mont-de-Marsan | Haute Lande Armagnac              | CC des Landes d'Armagnac                     | 32,71            | 224 (2022)                        | 6,8                | modifier les données · modifier les données |
| Vielle-Tursan               | 40325      | 40320       | Mont-de-Marsan | Adour Armagnac                    | CC d'Aire-sur-l'Adour                        | 12,81            | 283 (2022)                        | 22                 | modifier les données · modifier les données |
| Vieux-Boucau-les-Bains      | 40328      | 40480       | Dax            | Marensin Sud                      | CC de Maremne-Adour-Côte-Sud                 | 4,25             | 1 682 (2022)                      | 396                | modifier les données · modifier les données |
| Le Vignau                   | 40329      | 40270       | Mont-de-Marsan | Adour Armagnac                    | CC du Pays grenadois                         | 11,07            | 508 (2022)                        | 46                 | modifier les données · modifier les données |
| Villenave                   | 40330      | 40110       | Dax            | Pays morcenais tarusate           | CC du Pays Tarusate                          | 27,37            | 313 (2022)                        | 11                 | modifier les données · modifier les données |
| Villeneuve-de-Marsan        | 40331      | 40190       | Mont-de-Marsan | Adour Armagnac                    | CC du Pays de Villeneuve en Armagnac Landais | 23,14            | 2 487 (2022)                      | 107                | modifier les données · modifier les données |
| Ychoux                      | 40332      | 40160       | Mont-de-Marsan | Grands Lacs                       | CC des Grands Lacs                           | 111,28           | 2 342 (2022)                      | 21                 | modifier les données · modifier les données |
| Ygos-Saint-Saturnin         | 40333      | 40110       | Mont-de-Marsan | Pays morcenais tarusate           | CC du Pays Morcenais                         | 57,88            | 1 344 (2022)                      | 23                 | modifier les données · modifier les données |
| Yzosse                      | 40334      | 40180       | Dax            | Dax-2                             | CA Grand Dax Agglomération                   | 5,32             | 384 (2022)                        | 72                 | modifier les données · modifier les données |
| Landes                      | 40         |             |                |                                   |                                              | 9 243,00         | 428 427 (2022)                    | 46                 | modifier les données                        |

## Communes fleuries
Au concours des villes et villages fleuris :
- 1 fleur : 
  - Arx
  - Belhade
  - Cazalis
  - Goos
  - Labenne
  - Labouheyre
  - Lacajunte
  - Laglorieuse
  - Losse
  - Ondres
  - Pimbo
  - Saint-André-de-Seignanx
  - Saint-Cricq-Villeneuve
  - Saint-Geours-d'Auribat
  - Saint-Michel-Escalus
  - Saint-Vincent-de-Paul
  - Vieux-Boucau-les-Bains
  - Ygos-Saint-Saturnin
- 2 fleurs :
  - Aire-sur-l'Adour
  - Bénesse-lès-Dax
  - Castelner
  - Castets
  - Gastes
  - Geloux
  - Larbey
  - Le Leuy
  - Messanges
  - Misson
  - Montaut
  - Montsoué
  - Orthevielle
  - Philondenx
  - Pontenx-les-Forges
  - Roquefort
  - Saint-Avit
  - Saint-Paul-en-Born
  - Saint-Vincent-de-Tyrosse
  - Tarnos
  - Tartas
- 3 fleurs :
  - Aurice
  - Dax
  - Gaas
  - Herm
  - Montfort-en-Chalosse
  - Pouillon
  - Saint-Paul-lès-Dax
  - Soorts-Hossegor
- 4 fleurs :
- Biscarrosse
- Hagetmau
- Mimizan